# Вешање устаника на Теразијама
Вешање устаника на Теразијама је био догађај са почетка устанка против немачке окупације Југославије када су немачке окупационе власти обесиле тела стрељаних српских устаника о стубове уличне расвете на Теразијама. Убијени су ученик и скојевац Милорад Покрајац, кројач Јован Јанковић, обућар Светислав Милин, земљорадници и партизани Велимир Јовановић и Ратко Јевић. Њихова тела су остављена да данима висе на стубовима јавне расвете на Теразијама, а циљ немачког окупатора је био да заплаши и одврати Србе од борбе и подизања устанка. После Другог светског рата оригинална вешала-бандере, на којим су били обешени устаници, биле су сачуване и пренете на Ново гробље приликом формирања Алеје стрељаних родољуба 1941-1944. где је било уређено посебно обележје. Оригинални стубови украдени су приликом реконструкције комплекса 2003. године. Године 2005. према фотографијама је изграђена копија споменика.

## Позадина
У окупираној Србији је у јулу 1941. почео устанак против немачке окупације који је подигла Комунистичка партија Југославије (КПЈ). Устанак се брзо ширио кроз западну Србију и Шумадију све до Београда. Одговор окупатора су биле одмазде над народном и заробљеним партизанима, од раније затвореним таоцима у Бањичком логору и казнене ескпедиције и спаљивање села у коме је долазило до напада на немачке војнике. Први масовнији случај десио се 15. августа 1941. када је немачки командант Србије генерал Хајнрих Данкелман наредио да се спали село Скела, код Обреновца и стреља 15 ухваћених мештана и 42 логораша доведених из бањичког логора због убиства једног немачког поручника и тројице подофицира од стране припадника Посавског партизанског одреда.
Ова акција није имала ефекта, па су немачки команданти сутрадан размотрили још једну акцију због непокорности становника Београда. Извршење ове акције је поверено мајору Карлу Краусу, шефу СД за Београд, и Драгом Јовановићу, управнику града Београда. Они су одлучили да јавно обесе петорицу затвореника које су ухапсили СД и Специјална полиција.
Милорад Покрајац је био избеглица из Винковаца, НДХ. Усташе су му убиле оца априла 1941., а у Београд је дошао 22. јуна 1941. и придружио се скојевској групи. Ухапшен је 15. августа јер је покушао да убије немачког наредника испред свог стана у Доситејевој улици. Јован Јанковић је био кројачки радник из Београда, пореклом из села Доња Морача у Црној Гори. Ухапшен је 14. августа након неуспешног атентата на агента Специјалне полиције на Булевару краља Александра. Светозар Милин је био обућарски радник из Београда, пореклом из Марадика. Ухасили су га Немци 30. јула након што је код њега пронађен револвер, а након хапшења је предат Специјалној полицији. Ратко Јевић је био земљорадник из села Дрлупа и борац Космајског партизанског одреда. Ухапсила га је жандармерија 9. августа у тренутку кад је навратио у своју кућу и проследила Специјалној полицији. Велимир Јовановић, земљорадник из села Парцана, је такође био припадник Космајског одреда. Заробљен је у Стојнику 3. августа. 
Одређено је да се њих петорица убију у затвору Гестапоа у згради у Булевару краља Александра 5. Покрајац се већ налазио ту, Милин је доведен из бањичког логора, а преостала тројица су доведена из Главњаче 16. августа. Затвореници су прво пребијани, а после су убијени у дворишту затвора. Потом су њихова мртва тела однесена на Теразије и обешена о стубове јавне расвете. Београђани су немо и достојанствено пролазили испод обешених тела. Једини познати пример протеста био је Саво Поповић, сликар и декларисани анархиста. Он је спроведен у затвор полиције и пребијан. Умро је 10. августа 1943. од последица пребијања. Истог дана када су обешена тела петорице устаника, Теразијама су према Вуковом споменику продефиловали фолксдојчери из Земуна на скуп немачке мањине из Земуна, Београда и Панчева.